# ウンム・エル＝カアブ
ウンム・エル=カアブ（Umm el-Qa'ab）とは、アビュドスにある、エジプトにおける初期王朝の王のネクロポリス（墓地）である。地域全体が、ポットの破片で囲まれていることから「ポットの母」と呼ばれる。
ウンム・エル=カアブにおける墓は、1890年代にエミール・アメリノーによって最初に発掘され、 1899〜1901年にかけて、ウィリアム・マシューフ・フリンダース・ペトリによって、より体系的に発掘された。1970年代以降、ドイツの考古学研究所が繰り返し発掘作業を行い、当時のレイアウトや、外観を復元するに至った 。